# Dorylus mandibularis
Dorylus mandibularis é uma espécie de formiga do gênero Dorylus.